# Saison 2022-2023 du Borussia Dortmund
 (février 2023).
Maillots
Chronologie
Saison précédente Saison suivante
La saison 2022-2023 est la 114e saison du Borussia Dortmund depuis sa fondation en 1909 et la 47e saison du club en Bundesliga, la meilleure ligue allemande de football. Le Borussia Dortmund est impliqué dans 3 compétitions : la Bundesliga, la DFB Pokal, Ligue des Champions.
C'est la première fois depuis la saison 2007-2008 que le club joue sans Marcel Schmelzer qui prend sa retraite.

## Transferts
| Nom                         | Nationalité   | Poste          | Transfert          | Période         | Provenance/Destination | Division              |
| --------------------------- | ------------- | -------------- | ------------------ | --------------- | ---------------------- | --------------------- |
| Arrivées                    |               |                |                    |                 |                        |                       |
| Niklas Süle                 | Allemagne     | Défenseur      | Transfert (Libre)  | Mercato d'été   | Bayern Munich          | Bundesliga            |
| Alexander Meyer             | Allemagne     | Gardien de but | Transfert (Libre)  | Mercato d'été   | SSV Jahn Ratisbonne    | 2.Bundesliga          |
| Jayden Braaf                | Pays-Bas      | Attaquant      | Transfert (Libre)  | Mercato d'été   | Manchester City        | 2.Bundesliga          |
| Marcel Lotka                | Pologne       | Gardien de but | Transfert (Libre)  | Mercato d'été   | Hertha Berlin          | Bundesliga            |
| Nico Schlotterbeck          | Allemagne     | Défenseur      | Transfert (20 M€)  | Mercato d'été   | SC Fribourg            | Bundesliga            |
| Karim Adeyemi               | Allemagne     | Attaquant      | Transfert (30 M€)  | Mercato d'été   | Red Bull Salzbourg     | Ö-Bundesliga          |
| Salih Özcan                 | Turquie       | Milieu         | Transfert (5 M€)   | Mercato d'été   | FC Cologne             | Bundesliga            |
| Sébastien Haller            | Côte d'Ivoire | Attaquant      | Transfert (31 M€)  | Mercato d'été   | Ajax Amsterdam         | Eredivisie            |
| Anthony Modeste             | France        | Attaquant      | Transfert (5,1 M€) | Mercato d'été   | FC Cologne             | Bundesliga            |
| Julian Ryerson              | Norvège       | Défenseur      | Transfert (5 M€)   | Mercato d'hiver | Union Berlin           | Bundesliga            |
| Julien Duranville           | Belgique      | Attaquant      | Transfert (8,5 M€) | Mercato d'hiver | RSC Anderlecht         | Division 1A           |
| Dépenses totales : 104,6 M€ |               |                |                    |                 |                        |                       |
| Départs                     |               |                |                    |                 |                        |                       |
| Marcel Schmelzer            | Allemagne     | Défenseur      | Retraite           | Retraite        | Retraite               | Retraite              |
| Reinier                     | Brésil        | Attaquant      | Retour de prêt     | Mercato d'été   | Real Madrid            | LaLiga                |
| Marin Pongračić             | Croatie       | Défenseur      | Retour de prêt     | Mercato d'été   | VfL Wolfsburg          | Bundesliga            |
| Dan-Axel Zagadou            | France        | Défenseur      | Transfert (Libre)  | Mercato d'été   | VfB Stuttgart          | Bundesliga            |
| Axel Witsel                 | Belgique      | Milieu         | Transfert (Libre)  | Mercato d'été   | Atlético Madrid        | LaLiga                |
| Marwin Hitz                 | Suisse        | Gardien de but | Transfert (Libre)  | Mercato d'été   | FC Bâle                | Swiss Football League |
| Stefan Drljača              | Croatie       | Gardien de but | Transfert (Libre)  | Mercato d'été   | Dynamo Dresde          | 2.Bundesliga          |
| Roman Bürki                 | Suisse        | Gardien de but | Transfert (Libre)  | Mercato d'été   | St. Louis City         | Major League Soccer   |
| Erling Haaland              | Norvège       | Attaquant      | Transfert (60 M€)  | Mercato d'été   | Manchester City        | Premier League        |
| Steffen Tigges              | Allemagne     | Attaquant      | Transfert (1,5 M€) | Mercato d'été   | FC Cologne             | Bundesliga            |
| Manuel Akanji               | Suisse        | Défenseur      | Transfert (18 M€)  | Mercato d'été   | Manchester City        | Premier League        |
| Jayden Braaf                | Pays-Bas      | Attaquant      | Prêt               | Mercato d'hiver | Hellas Vérone          | Serie A               |
| Thorgan Hazard              | Belgique      | Milieu         | Prêt               | Mercato d'hiver | PSV Eindhoven          | Eredivisie            |
| Recettes totales : 79,5 M€  |               |                |                    |                 |                        |                       |

## Maillots
| Domicile | Extérieur | Troisième |

## Équipe

### Effectif professionnel
Le tableau suivant liste l'effectif professionnel du Borussia Dortmund pour la saison 2022-2023.

### Joueurs prêtes
Le tableau suivant liste les joueurs en prêts pour la saison 2022-2023.
| Joueurs prêtés |    |                        |                |                     |                   |                     |  |
| \| N° \| P. \| Nat. \| Nom \| Date de naissance \| Sélection \| Club en prêt \| \| \| 11 \| M \| \| Thorgan Hazard \| 29/03/1993 (31 ans) \| Belgique \| PSV Eindhoven \| \| \| 25 \| A \| \| Jayden Braaf \| 31/08/2002 (22 ans) \| Pays-Bas -18 ans \| Hellas Vérone \| \| \| 36 \| A \| \| Ansgar Knauff \| 10/01/2002 (23 ans) \| Allemagne espoirs \| Eintracht Francfort \| \| \| \| \| \| \| \| \| \| \| |    |                        |                |                     |                   |                     |  |
| N° | P. | Nat.                   | Nom            | Date de naissance   | Sélection         | Club en prêt        |  |
| 11 | M  | Drapeau de la Belgique | Thorgan Hazard | 29/03/1993 (31 ans) | Belgique          | PSV Eindhoven       |  |
| 25 | A  | Drapeau des Pays-Bas   | Jayden Braaf   | 31/08/2002 (22 ans) | Pays-Bas -18 ans  | Hellas Vérone       |  |
| 36 | A  | Drapeau de l'Allemagne | Ansgar Knauff  | 10/01/2002 (23 ans) | Allemagne espoirs | Eintracht Francfort |  |
| |    |                        |                |                     |                   |                     |  |

| N° | P. | Nat.                   | Nom            | Date de naissance   | Sélection         | Club en prêt        |  |
| 11 | M  | Drapeau de la Belgique | Thorgan Hazard | 29/03/1993 (31 ans) | Belgique          | PSV Eindhoven       |  |
| 25 | A  | Drapeau des Pays-Bas   | Jayden Braaf   | 31/08/2002 (22 ans) | Pays-Bas -18 ans  | Hellas Vérone       |  |
| 36 | A  | Drapeau de l'Allemagne | Ansgar Knauff  | 10/01/2002 (23 ans) | Allemagne espoirs | Eintracht Francfort |  |
|    |    |                        |                |                     |                   |                     |  |

## Compétitions
| Bundesliga                    | DFB Pokal                              | Ligue des Champions                                     |
| ----------------------------- | -------------------------------------- | ------------------------------------------------------- |
| 2e place (en cours) 43 points | 8e Finale (en cours) contre RB Leipzig | Huitième de Finale (en cours) contre Chelsea FC (1 - 0) |
| 14V 1N 6D                     | 3V 0N 0D                               | 3V 3N 1D                                                |
| TOTAL: 20V 4N 7D              |                                        |                                                         |

### Bundesliga

#### Classement
| Rang | Équipe            | Pts | J  | G  | N | P | Bp | Bc | Diff | Qualification ou relégation                                      |
| ---- | ----------------- | --- | -- | -- | - | - | -- | -- | ---- | ---------------------------------------------------------------- |
| 1    | Bayern Munich     | 43  | 21 | 12 | 7 | 2 | 61 | 21 | +40  | Qualification pour la phase de groupes de la Ligue des champions |
| 2    | Borussia Dortmund | 43  | 21 | 14 | 1 | 6 | 44 | 27 | +17  | Qualification pour la phase de groupes de la Ligue des champions |
| 3    | Union Berlin      | 43  | 21 | 13 | 4 | 4 | 35 | 24 | +11  | Qualification pour la phase de groupes de la Ligue des champions |
| 4    | SC Fribourg       | 40  | 21 | 12 | 4 | 5 | 34 | 31 | +3   | Qualification pour la phase de groupes de la Ligue des champions |
| 5    | RB Leipzig        | 39  | 21 | 11 | 6 | 4 | 43 | 26 | +17  | Qualification pour la phase de groupes de la Ligue Europa        |

#### Évolution du classement et des résultats
| Journée  | 1  | 2  | 3  | 4  | 5  | 6  | 7  | 8  | 9  | 10 | 11 | 12 | 13 | 14 | 15 | 16 | 17 | 18 | 19 | 20 | 21 |
| -------- | -- | -- | -- | -- | -- | -- | -- | -- | -- | -- | -- | -- | -- | -- | -- | -- | -- | -- | -- | -- | -- |
| Résultat | V  | V  | D  | V  | V  | D  | V  | D  | N  | D  | V  | V  | V  | D  | D  | V  | V  | V  | V  | V  | V  |
| Rang     | 7e | 2e | 7e | 5e | 2e | 5e | 2e | 4e | 4e | 8e | 5e | 4e | 4e | 6e | 6e | 6e | 5e | 4e | 3e | 3e | 2e |

### Ligue des Champions

#### Parcours en Ligue des Champions
| Rang | Équipe            | Pts | J | G | N | P | Bp | Bc | Diff |  | Résultats (▼ dom., ► ext.) |     |     |     |     |
| ---- | ----------------- | --- | - | - | - | - | -- | -- | ---- |  | -------------------------- | --- | --- | --- | --- |
| 1    | Manchester City   | 14  | 6 | 4 | 2 | 0 | 14 | 2  | +12  |  | Manchester City            |     | 2-1 | 3-1 | 5-0 |
| 2    | Borussia Dortmund | 9   | 6 | 2 | 3 | 1 | 10 | 5  | +5   |  | Borussia Dortmund          | 0-0 |     | 1-1 | 3-0 |
| 3    | Séville FC        | 5   | 6 | 1 | 2 | 3 | 6  | 12 | -6   |  | Séville FC                 | 0-4 | 1-4 |     | 3-0 |
| 4    | FC Copenhague     | 3   | 6 | 0 | 3 | 3 | 1  | 12 | -11  |  | FC Copenhague              | 0-0 | 1-1 | 0-0 |     |

## Compositions de l'équipe

### Première Partie
| Match                                      | Joueurs titulaires | Joueurs entrés en cours de jeu                 |                                         | Match | Joueurs titulaires                                        | Joueurs entrés en cours de jeu |
| ------------------------------------------ | --- | ---------------------------------------------- | --------------------------------------- | --- | --------------------------------------------------------- | ------------------------------ |
| Borussia Dortmund - Bayer Leverkusen 4-3-3 | Kobel Meunier - Hummels - Schlotterbeck - Guerreiro (84e) Dahoud - Bellingham Reus Adeyemi (23e) - Moukoko (68e) - Malen (84e) | Hazard (23e) Brandt (68e) Can (84e) Wolf (84e) | SC Fribourg - Borussia Dortmund 4-2-3-1 | Kobel Meunier (46e) - Hummels - Schlotterbeck - Guerreiro Dahoud (76e) - Bellingham Hazard (64e) - Reus - Malen (70e) Modeste | Wolf (46e) Bynoe-Gittens (64e) Moukoko (70e) Brandt (76e) |                                |

## Équipe de Réserve et Centre de formation

### Équipe de Réserve

#### Effectif de la saison
Le tableau suivant liste l'effectif de la réserve du Borussia Dortmund pour la saison 2022-2023.

### U19

#### Effectif de la saison
Le tableau suivant liste l'effectif U19 du Borussia Dortmund pour la saison 2022-2023.

#### Championnat
| Date                       | Heure | Journée                         | Adversaire           | Score | Buteurs                                                  | Cartons                                                              | Arbitre             | Public | Rapport |
| -------------------------- | ----- | ------------------------------- | -------------------- | ----- | -------------------------------------------------------- | -------------------------------------------------------------------- | ------------------- | ------ | ------- |
| Dimanche 14 août 2022      | 15h30 | 1re journée                     | Schalke 04           | 3 - 1 | Rijkhoff 12e 16e (pen.) · Mengot 40e                     | Walz 32e · Onofrietti 89e                                            | Luca Maurer         | 850    | Rapport |
| Dimanche 21 août 2022      | 13h30 | 2e journée                      | VfB Hilden           | 1 - 2 | Rijkhoff 51e · König 76e                                 |                                                                      | Veron Besiri        | 100    | Rapport |
| Dimanche 28 août 2022      | 11h00 | 3e journée                      | Rot-Weiss Essen      | 4 - 0 | Rijkhoff 18e 53e (pen.) · Rothe 45+2e · Simic 55e        | Rothe 58e                                                            | Dominic Stock       | 75     | Rapport |
| Samedi 3 septembre 2022    | 11h00 | 4e journée                      | SC Verl              | 2 - 2 | Bamba 34e · Mane 90+5e                                   | Tullberg 30e · Quayson 88e · Mane 90+5e                              | Leon Röpke          | 300    | Rapport |
| Mardi 6 septembre 2022     | 14h00 | (UEFA Youth League) 1re journée | FC Copenhague        | 0 - 2 |                                                          | Ostrzinski 51e                                                       | Sayat Karabayev     |        | Rapport |
| Dimanche 10 septembre 2022 | 14h00 | (DFB Pokal) 1re Tour            | Energie Cottbus      | 0 - 4 | Brunner 46e · Rijkhoff 71e · Ludwig 83e · Onofrietti 89e | Bamba 50e · Walz 60e · Mengot 70e · Husseck 89e · Onofrietti 90e     | Tom Rösler          | 420    | Rapport |
| Mercredi 14 septembre 2022 | 16h00 | (UEFA Youth League) 2e journée  | Manchester City      | 3 - 2 | Walz 72e · Rijkhoff 80e (pen.)                           | Collins 15e · Mane 35e                                               | Rob Hennessy        |        | Rapport |
| Samedi 1er octobre 2022    | 13h00 | 5e journée                      | Bonner SC            | 2 - 1 | Brunner 40e · Bamba 63e                                  | Aning 64e · Brunner 90+12e                                           | Julian Bergmann     | 90     | Rapport |
| Mercredi 5 octobre 2022    | 16h00 | (UEFA Youth League) 3e journée  | Séville FC           | 1 - 1 | Brunner 71e                                              | Aning 45+5e · Gürpüz 50e · Mane 87e · Onofrietti 90+3e · Semic 90+5e | Miloš Bošković      |        | Rapport |
| Samedi 8 octobre 2022      | 13h00 | 6e journée                      | SC Paderborn         | 1 - 2 | Rijkhoff 4e · Mane 49e                                   | Walz 42e                                                             | Lukas Laumann       | 250    | Rapport |
| Mardi 11 octobre 2022      | 16h00 | (UEFA Youth League) 4e journée  | Séville FC           | 2 - 0 | Rijkhoff 25e 88e                                         | Kamara 40e · Walz 90e                                                | Luca Pairetto       |        | Rapport |
| Samedi 15 octobre 2022     | 14h00 | (DFB Pokal) 8e Finale           | FC St. Pauli         | 1 - 2 | Collins 90+4e                                            | Mane 77e                                                             | Alexander Roj       | 170    | Rapport |
| Mardi 25 octobre 2022      | 16h00 | (UEFA Youth League) 5e journée  | Manchester City      | 3 - 3 | Brunner 1re · Gürpüz 47e 62e                             | Brunner 34e · Cissé 75e                                              | Ondřej Berka        |        | Rapport |
| Samedi 29 octobre 2022     | 13h00 | 7e journée                      | Viktoria Cologne     | 4 - 0 | Rijkhoff 9e (pen.) 56e · Blank 15e · Simic 78e           | Ludwig 35e · Lubach 39e · Collins 60e · Korzynietz 84e               | Kristijan Rajkovski | 120    | Rapport |
| Mercredi 2 novembre 2022   | 16h00 | (UEFA Youth League) 6e journée  | FC Copenhague        | 0 - 1 | Brunner 87e                                              | Aning 9e · Collins 60e · Brunner 88e · Bamba 90e                     | Balázs Berke        |        | Rapport |
| Dimanche 6 novembre 2022   | 11h00 | 8e journée                      | Fortuna Dusseldorf   | 0 - 0 |                                                          |                                                                      | Dominic Stock       | 247    | Rapport |
| Dimanche 13 novembre 2022  | 15h00 | 9e journée                      | Preußen Münster      | 3 - 0 | Brunner 33e · Rijkhoff 53e (pen.) 59e                    | Blank 69e                                                            | Jan Peter Weßels    | 150    | Rapport |
| Samedi 19 novembre 2022    | 13h00 | 10e journée                     | VfL Bochum           | 0 - 0 |                                                          | Rijkhoff 33e · Ludwig 65e                                            | Cedric Gottschalk   | 180    | Rapport |
| Samedi 4 décembre 2022     | 11h00 | 11e journée                     | MSV Duisbourg        | 1 - 0 | Lubach 84e                                               | Rijkhoff 86e                                                         | Ben Henry Uhrig     | 150    | Rapport |
| Mardi 7 février 2023       | 20h00 | (UEFA Youth League) Barrages    | Hibernian FC         | 1 - 2 | Rijkhoff 70e (pen.)                                      | Mané 50e · Gürpüz 81e · Collins 90+6e                                | Henrik Nalbandyan   |        | Rapport |
| Dimanche 19 février 2023   | 11h00 | 12e journée                     | Rot-Weiss Oberhausen | 0 - 1 | Rijkhoff 45e                                             | Bamba 55e                                                            | Lutz Meyersieck     | 200    | Rapport |
| Vendredi 24 février 2023   | 16h00 | 13e journée                     | FC Cologne           | 1 - 1 | Bamba 72e                                                | Lubach 60e                                                           | Marvin Vogt         | 650    | Rapport |